# آمورگوس
آمورگوس (به زبان یونانی: Αμοργός) یکی از جزیره‌های یونان است که با وسعت ۱۲۶٫۳۴۶ و جمعیت ۱٬۹۷۳ نفر در استان اژه جنوبی در شهرستان ناکسوس قرار دارد. این جزیره در شرقی‌ترین نقطه دریای اژه در ناحیه سیکلدیز قرار دارد.
این جزیره در گذشته نام‌های مختلف داشته که از جملهٔ آنها می‌توان به یپه‌ریا و پاگالی اشاره کرد.